# Щиткова черепаха пласкоспинна
Щиткова черепаха пласкоспинна (Notochelys platynota) — єдиний вид черепах роду Азійська щиткова черепаха родини Азійські прісноводні черепахи. Інша назва «малайська пласкоспинна черепаха».

## Опис
Загальна довжина карапаксу досягає 32 см. Голова середнього розміру. Ніс трохи виступає уперед. Карапакс овальний, видовжений. На ньому присутній серединний кіль. Під хребцями розташовано шість великих, широких пласких щитків. завдяки цьому рід отримав назву щиткової черепахи. У Японії цей рід черепах називають «черепаха шістьох пластин». В цілому карапакс та пластрон доволі пласкі. Рухома зв'язка не досить розвинена, тому черепаха не здатна повністю з'єднувати свій панцир. Центральна частина пластрона самця втоплена. У цієї черепахи є довгий товстий хвіст. Кінцівки також наділені великими щитками. На пальцях є добре розвинені плавальні перетинки.
Голова і шия коричневі, підборіддя та горло стають блідими у літніх особин. У молодих черепах можуть бути жовті поздовжні смуги за оком і ще одна від кінчика рота до шиї. Колір карапаксу коливається від зеленувато—коричневого до жовтувато—коричневого чи червонувато—коричневого зі слабко помітними темними плямами та смугами. У підлітків є по 2 темні плями на кожному хребетному щитку і по одному на кожному плевральному щитку. Пластрон і перетинка жовто—помаранчевого кольору з великими темними плямами на кожному щитку, або навіть повністю чорні. Кінцівки коричневі.

## Спосіб життя
Полюбляє різні дрібні водойми з багатою рослинністю, зокрема чисті гірські струмки. Якщо цю черепаху налякати, то вона ховається у панцир із шипінням, а якщо її намагатися дістати, то вона какає на кривдника.
Харчується здебільшого водною рослинністю, а також фруктами.
У сезон парування ніс у самців може почервоніти. Самиця відкладає до 3 яєць розміром 56х27—28 мм. У новонароджених черепашенят більше яскраве забарвлення, ніж у дорослих і яскравіше виражено кіль. Розмір черепашенят становить 55—57 мм завдовжки.

## Розповсюдження
Мешкає від півдня М'янми і В'єтнаму через Таїланд, Камбоджу й весь півострів Малакка до Суматри, Яви, Банка (Індонезія) та Сараваку (Малайзія).